# US-amerikanische Formel-Meisterschaft

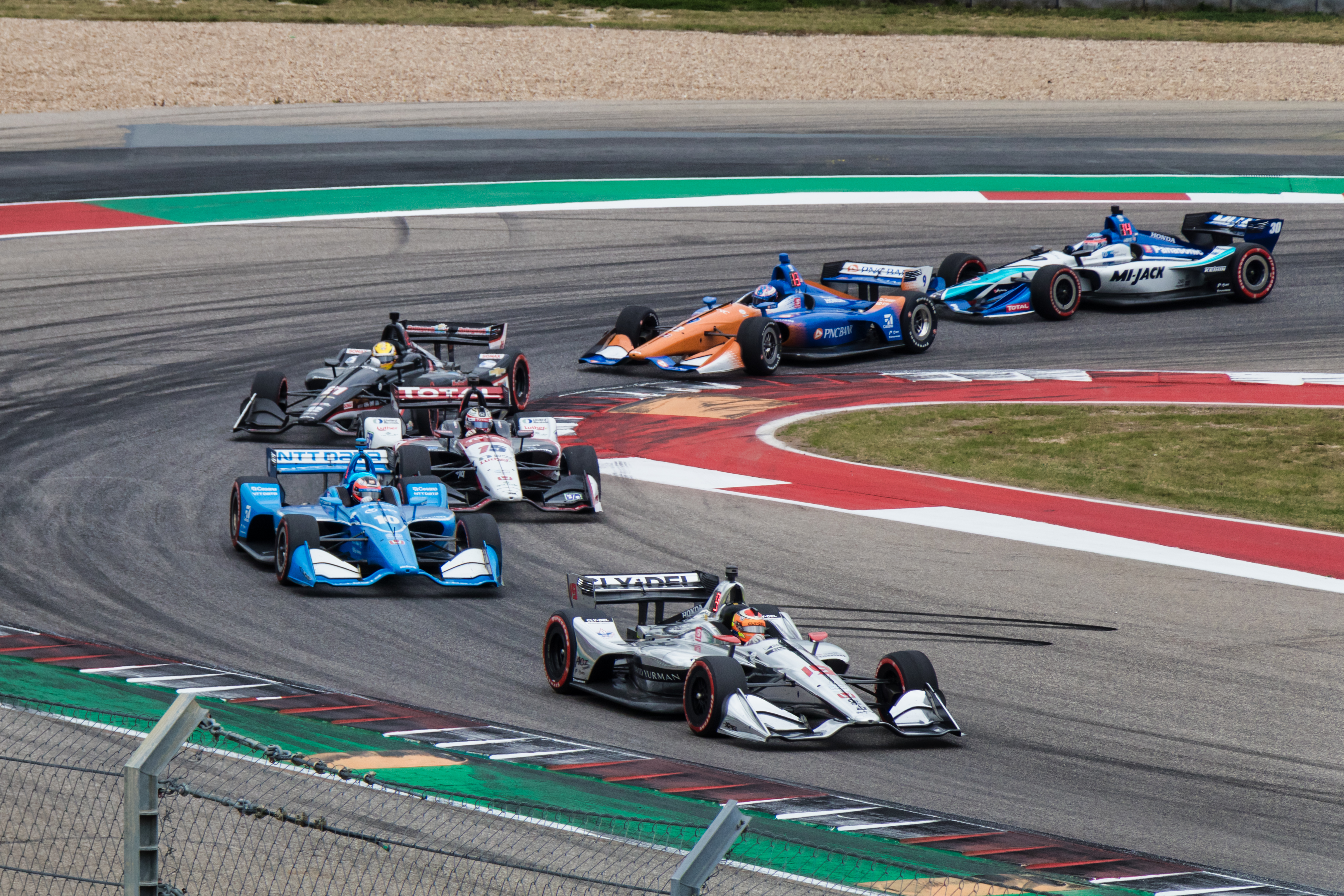
Rennszene auf dem Circuit of the Americas 2019

Die US-amerikanische Formel-Meisterschaft, auch bekannt als Indy Car Racing, ist eine Art des professionellen Automobilsports in Nordamerika. Seit 2008 wird die höchste amerikanische Formel-Meisterschaft in Form der IndyCar Series alleinig von IndyCar sanktioniert.
Wettbewerbsveranstaltungen für einsitzige, offene Rennwagen auf professionellem Niveau wurden seit 1905 unter der Schirmherrschaft fünf verschiedener Verbände durchgeführt. Dazu zählen die National Championship von AAA und USAC, die Indy Car World Series von CART, die Champ Car World Series von OWRS und die IndyCar Series von IndyCar. Eine saisonlange, auf Punkten basierende, nationale Fahrermeisterschaft wurde 1916 und seit 1920 offiziell anerkannt. Das Indianapolis 500, das 1911 zum ersten Mal ausgetragen wurde, ist die wichtigste Veranstaltung des Indy Car Racing.
Die offenen, geflügelten, einsitzigen Autos ähneln im Allgemeinen denen der Formel 1, obwohl es wesentliche Unterschiede gibt. Die Serien werden daher oft als US-Pendant zur Formel 1 bezeichnet. Der Ruhm des Indianapolis 500 führt dazu, dass viele die Autos, die in der Meisterschaft gefahren werden, umgangssprachlich als „Indy cars“ bezeichnen.
Diese Form des Rennsports hat im Laufe der Jahre ein hohes Maß an Popularität erfahren, insbesondere in der Zeit nach dem Zweiten Weltkrieg. Auf die „goldene Ära“ der 1950er-Jahre folgte ein Jahrzehnt des Übergangs und der Innovation in den 1960er-Jahren, das eine verstärkte internationale Beteiligung einschloss. Während der steigenden Popularität der CART PPG Indy Car World Series in den 1980er und frühen 1990er Jahren erlebte der Sport ein beträchtliches Wachstum und eine größere Aufmerksamkeit. Zwei organisatorische Streitigkeiten, 1979 und 1996, führten jeweils zu einem „Split“, der die Teilnehmer (und Fans) auf zwei getrennte Sanktionierer aufteilte. Im Jahr 2008 fand jedoch eine offizielle Vereinigung statt, die den Sport wieder unter einem einzigen Veranstalter zusammenführte.

## Sanktionierende Verbände

### AAA (1905–1955)

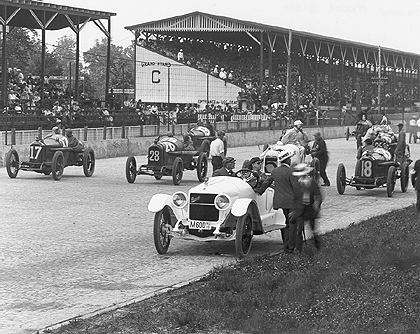
Die Startaufstellung des Indianapolis 500 1916, das erste Indy 500, das Teil der nationalen Meisterschaft war

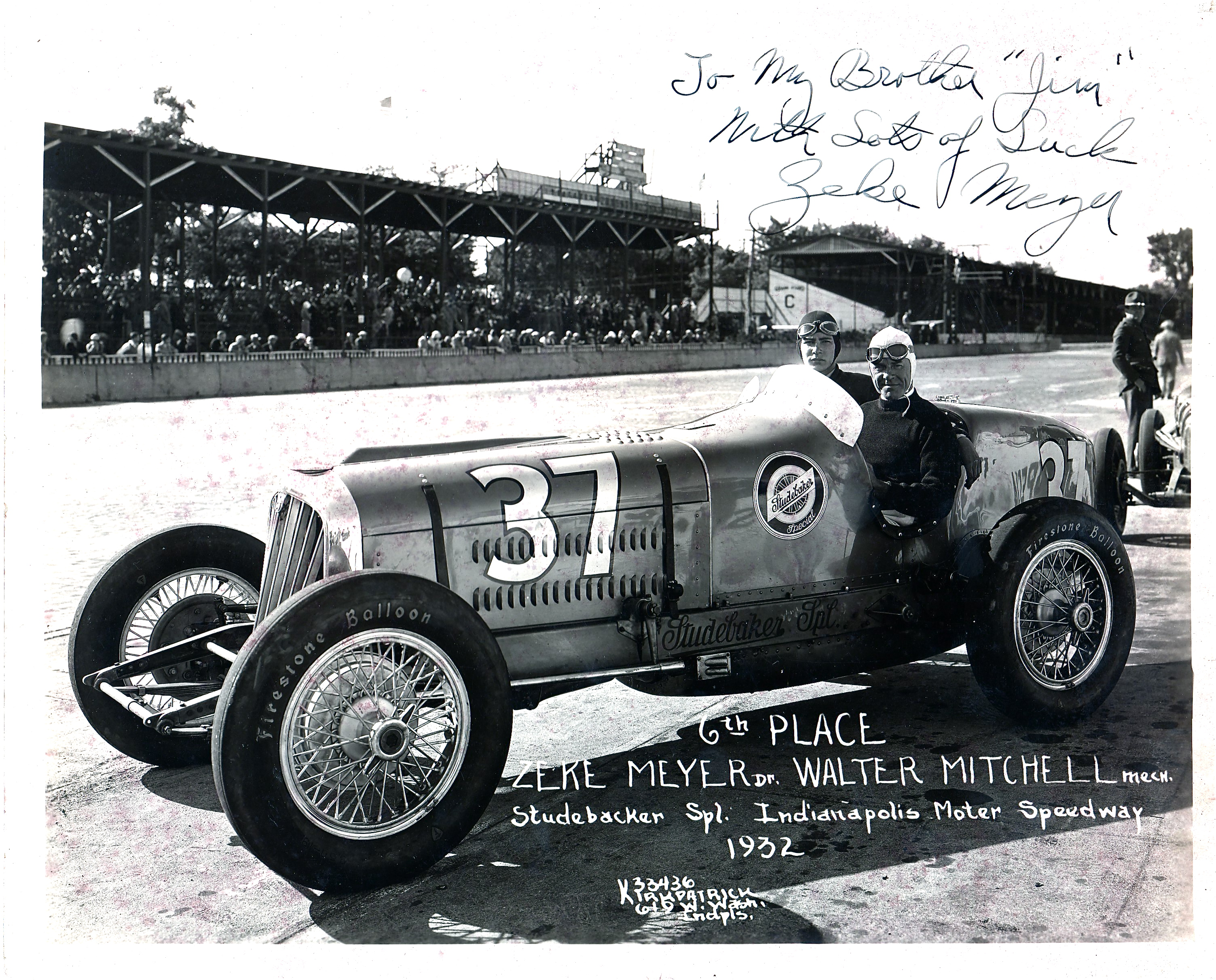
Zeke Meyer beim Indianapolis 500 1932

Die ersten nationalen Meisterschaften wurden durch das Wettbewerbskomitee der American Automobile Association (AAA) sanktioniert. Das Komitee entstand noch im Gründungsjahr der AAA 1902. Die AAA sanktionierte erstmals 1904 eine Motorsportveranstaltung. Dabei handelte es sich um den Vanderbilt Cup. Die AAA führte 1905 die erste Rennstrecken-Saisonmeisterschaft für Rennwagen ein. Die Rennen auf Pferderennbahnen gingen über eine Distanz von 5 bis 10 Meilen. Barney Oldfield war der erste Meister. Die Saison wurde in den folgenden Jahren jedoch nicht mehr als offizielle Meisterschaft anerkannt. Auf die Bitte einer Gruppe Automobilhersteller richtete die AAA ab 1909 den „National Championship Trail“ aus. Anders als der Name es vermuten lässt wurde in den ersten Jahren allerdings kein Meistertitel vergeben. Nach den offizielle Aufzeichnungen ist die Saison 1916 die nächste bestrittene Meisterschaftssaison. Jahre später wurden rückwirkend Titel bis 1902 vergeben. Diese rückwirkenden Titelvergaben (1902–1915 und 1917–1920) werden von anerkannten Historikern als Geschichtsrevisionismus betrachtet.
Während des Ersten Weltkriegs wurde der Motorsport in den Vereinigten Staaten nicht eingestellt, aber die offizielle nationale Meisterschaft wurde ausgesetzt. Das Indianapolis 500 selbst wurde 1917 und 1918 wegen des Krieges freiwillig ausgesetzt. 1920 wurde die Meisterschaft offiziell wieder aufgenommen und trotz des schwierigen wirtschaftlichen Klimas, das später folgen sollte, wurde die Meisterschaft während der Depression fortgesetzt. Kurz nach dem Angriff auf Pearl Harbor wurden alle Autorennen während des Zweiten Weltkriegs ausgesetzt. Von 1942 bis 1945 wurden keine Rennen ausgetragen, da die US-Regierung sie vor allem wegen der Rationierung verboten hatte. Der Rennbetrieb wurde 1946 wieder vollständig aufgenommen. Die Saison 1946 ist insofern bemerkenswert, als dass sie sechs Champ-Car-Veranstaltungen und 71 „Big-Car“-Rennen umfasste, da die Organisatoren anfangs unsicher über die Verfügbarkeit von Autos und die Teilnahme waren.
Die AAA beendete ihre Teilnahme an Autorennen zum Ende der Saison 1955. Als Gründe nannte sie eine Reihe tödlicher Unfälle, namentlich Bill Vukovich in Indianapolis, und der Unfall beim 24-Stunden-Rennen von Le Mans 1955.
Bis 1922 und wieder von 1930 bis 1937 war es üblich, dass die Wagen zweisitzig waren, im Gegensatz zu der bereits erwähnten einsitzigen Standardform. Neben dem Fahrer fuhr zu der Zeit auch immer ein Mechaniker mit.

### USAC (1956–1978)

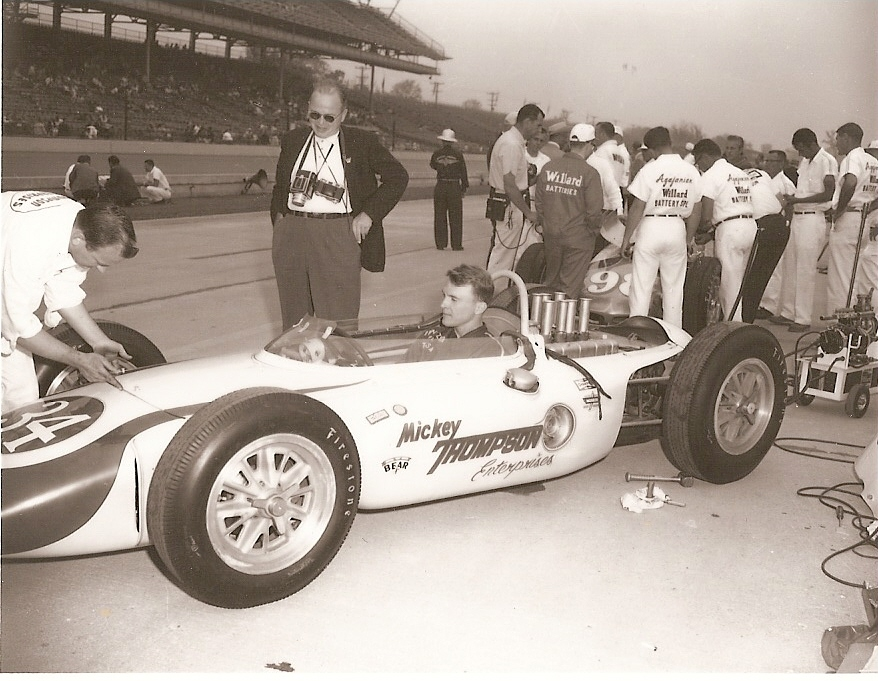
Dan Gurney beim Indianapolis 500 1962

Die nationale Meisterschaft wurde vom United States Auto Club (USAC) übernommen, einem neuen Sanktionsverband, der vom damaligen Besitzer des Indianapolis Motor Speedway, Tony Hulman, gegründet wurde. Meisterschaftsrennen erfreuten sich in einem stabilisierten Umfeld über zwei Jahrzehnte lang immer größerer Beliebtheit auf den beiden traditionellen Streckenarten – den asphaltierten und den unbefestigten Ovalkursen. In den 1950er Jahren dominierten auf den asphaltierten Ovalstrecken die „Roadster“ mit Frontmotor, während auf den Dirt Tracks weiterhin die Champ Dirt Cars dominierten. In den 1960er Jahren begannen Fahrer und Teambesitzer mit Erfahrung auf permanenten Straßenkursen, sowohl aus Amerika als auch aus dem Ausland, sich in die Serie hineinzuwagen. Durch diesen Einfluss entwickelten sich die Fahrzeuge für die asphaltierten Ovalkurse von „Roadstern“ mit Frontmotor zu Rennwagen mit Heckmotor, wie sie bereits in der Formel 1 üblich waren. Die technische Entwicklung, die Geschwindigkeit und die Kosten stiegen in rasantem Tempo. Der Rennkalender wurde weiterhin von Ovalkursen dominiert, aber ein paar Straßenrennen wurden hinzugefügt, um die Neuankömmlinge zu beruhigen. Nach 1970 wurden die unbefestigten Ovale aus der nationalen Meisterschaft gestrichen.
In den 1970er Jahren begannen die steigenden Kosten, einige der angestammten USAC-Autobesitzer aus dem Sport zu vertreiben. Die dominierenden Teams wurden Penske, Patrick, Gurney und McLaren, die alle von Leuten mit Erfahrungen von den natürlichen Rundstrecken geführt wurden. Es gab einen wachsenden Zwiespalt zwischen diesen Teams und dem USAC-Management. Die Veranstaltungen außerhalb von Indianapolis litten unter geringen Zuschauerzahlen und schlechter Werbung. Das Indy 500 wurde am selben Tag zeitversetzt im Fernsehen auf ABC übertragen. Die meisten anderen Rennen wurden jedoch kaum oder gar nicht im Fernsehen gezeigt.
Gegen Ende des Jahrzehnts veranlasste die wachsende Unzufriedenheit mehrere Fahrzeugbesitzer dazu, die Gründung einer neuen Sanktionsbehörde für die Durchführung der Rennen in Betracht zu ziehen. Währenddessen wirkten sich zwei Ereignisse gleichzeitig auf die Situation aus. Tony Hulman, Präsident des Indianapolis Motor Speedway und Gründer der USAC, starb im Herbst 1977. Ein paar Monate später kamen acht wichtige USAC-Funktionäre bei einem Flugzeugabsturz ums Leben. Ende 1978 spalteten sich die Besitzer ab und gründeten die Championship Auto Racing Teams (CART), um dem USAC die Kontrolle über die Meisterschaft zu entziehen.

### CART & USAC (1979–1981): Der erste „Split“
Championship Auto Racing Teams (CART) wurde von den meisten der bestehenden Teambesitzer gegründet, mit anfänglicher Unterstützung durch den Sports Car Club of America (SCCA) um vom ACCUS anerkannt zu werden. Daher gab es zwei nationale Meisterschaften, die jeweils von USAC und CART ausgetragen wurden. Das Indianapolis 500 blieb unter USAC-Sanktion. Die Top-Teams verbündeten sich mit der CART, und die CART-Meisterschaft wurde schnell zur prestigeträchtigeren nationalen Meisterschaft. Der USAC führte 1979 eine „Rumpfsaison“ mit wenigen namhaften Fahrern durch – die einzige Ausnahme war A. J. Foyt. 1979 verweigerte der USAC mehreren CART-Teams die Teilnahme am Indianapolis 500 von 1979. Im Zuge der Kontroverse kam es zu einer gerichtlichen Verfügung, die den CART-verbundenen Teilnehmern die Teilnahme erlaubte.
1980 gründeten USAC und CART gemeinsam die Championship Racing League (CRL), um die nationale Meisterschaft zusammen auszutragen. Aber das Management von IMS lehnte die Idee ab. Der USAC zog sich im Juli aus der CRL-Vereinbarung zurück. CART fuhr mit dem Kalender den Rest der Saison fort. Sowohl CART als auch USAC vergaben in diesem Jahr getrennte nationale Meistertitel, die beide von Johnny Rutherford gewonnen wurden.
In den Jahren 1981 und 1982 wurde das Indianapolis 500 weiterhin vom USAC sanktioniert. Die maßgebliche nationale Meisterschaft wurde nun von CART sanktioniert. Das Indy-500-Feld bestand größtenteils aus CART-Teams sowie zahlreichen eigenständigen Teams, die nur für dieses eine Rennen antraten. Das Indianapolis 500 wurde nicht in den CART-Rennkalender aufgenommen und es konnten keine Punkte für die Meisterschaft gewonnen werden. Außerdem hatte der USAC zu diesem Zeitpunkt Indianapolis zu einem Einladungsrennen erklärt, an dem nur eingeladene Teams teilnehmen konnten. Dies geschah zum Teil, um den Aufruhr über die verweigerten Nennungen zu vermeiden, der 1979 aufgetreten war. Ein weiteres Rennen wurde vom USAC 1981 in Long Pond ausgetragen. Dieses Rennen wurde von vielen CART-Teams nicht unterstützt und bot ein gemischtes Feld, das durch umgebaute Dirt-Track-Autos aufgefüllt wurde. Der USAC hörte bald auf Meisterschaftsrennen außerhalb des Indianapolis 500 zu sanktionieren.

### CART & USAC (1982–1995)

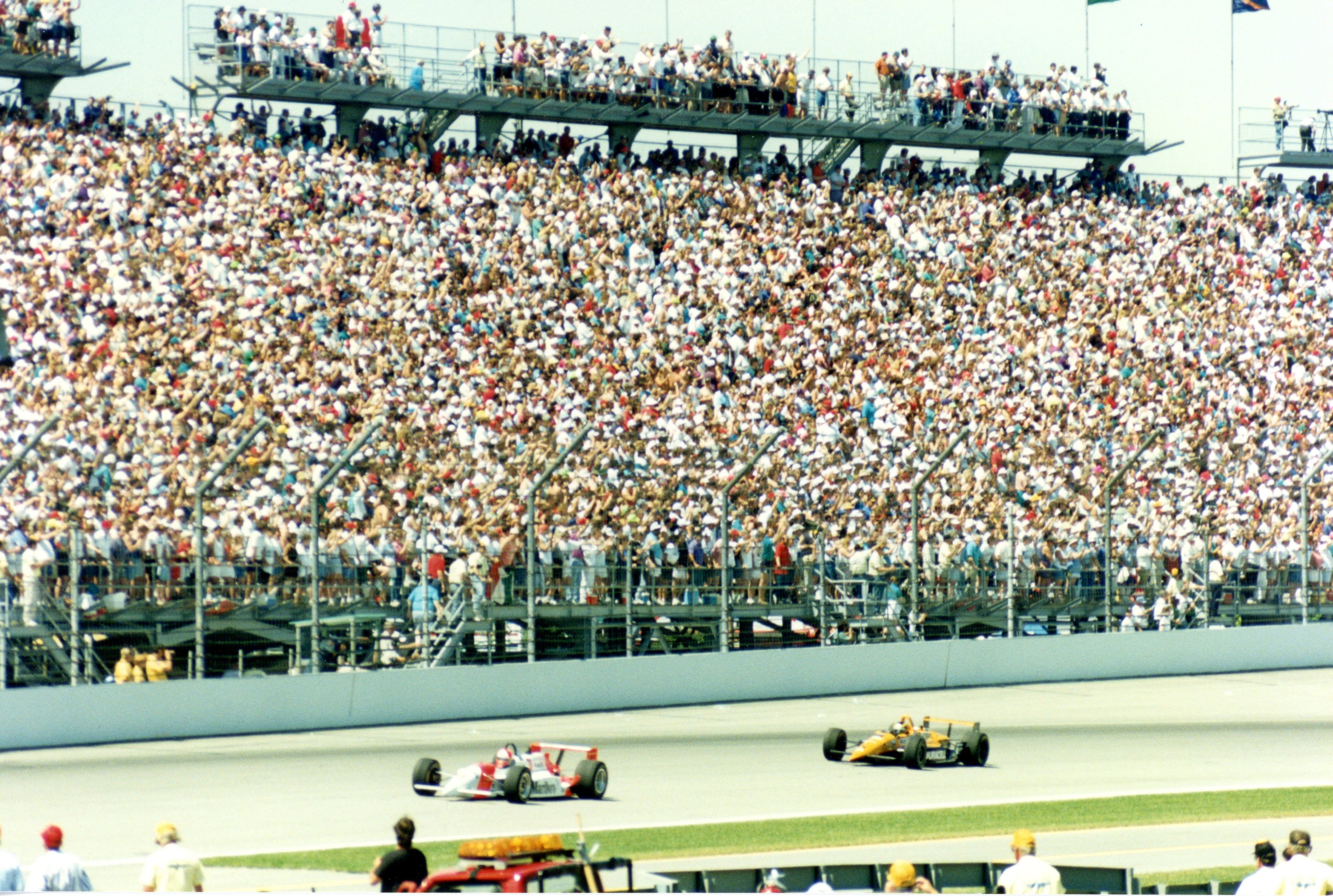
Indianapolis 500 1994, vom USAC veranstaltet

Stabilität kehrte zurück und die nationale Meisterschaft wurde nun von CART in Vollzeit betrieben. Das Indianapolis 500 wurde weiterhin nur von USAC sanktioniert, aber es wurden Punkte für die CART-Meisterschaft vergeben. Die Autos und Motoren, die bei den CART-Rennen und dem von USAC sanktionierten Indy 500 verwendet wurden, waren die gleichen, mit nur relativ geringen Reglementunterschieden. Das Indy-500-Feld bestand aus den CART-Stammfahrern und zahlreichen einmaligen („Indy only“-)Teilnehmern. Gelegentlich entschieden sich einige der „Indy only“-Teilnehmer auch für die Teilnahme am Michigan 500 und am Pocono 500 (beide von der CART sanktioniert), da diese beiden Veranstaltungen einen höheren Stellenwert hatten und bekannter waren.
Eine der auffälligeren Regeländerungen durch den USAC war die Zulassung von „Stock-Block“-Motoren mit einem höheren Ladedruck des Turboladers. Während die meisten Vollzeit-CART-Teams in Indy ihre V8-Quadcam-Motoren einsetzten, entschieden sich einige der kleineren oder „Indy only“-Teams, die von den Ladedruckregeln angelockt wurden, für Stock-Block-Motoren.
1981 rief der USAC die Gold-Crown-Meisterschaft ins Leben. Für sie hatte man sich auf einen ungewöhnlichen Zeitplan von Juni bis Mai festgelegt. Dieser sah vor, dass das Indianapolis 500 das letzte Rennen der jeweiligen Saison sein würde. Nach den ersten drei Saisons beinhaltete die USAC-Gold-Crown-Meisterschaft jedoch nie mehr als ein Rennen (d. h. Indianapolis). Somit würde der Sieger des Indy 500 automatisch den USAC-Gold-Crown-Titel gewinnen. Diese Titel werden jedoch nicht als nationale Meistertitel anerkannt.

### CART & IRL (1996–2003): Der zweite „Split“
1994 gründete Tony Hulmans Enkel Tony George, Präsident des Indianapolis Motor Speedway, die Indy Racing League (IRL), die 1996 den Rennbetrieb aufnehmen sollte. Sie sollte als separate Meisterschaft existieren und den Ruhm des Indianapolis 500 ausnutzen, das in den Mittelpunkt gestellt wurde. Nachdem die IRL ankündigte, dass 25 Teams, die an IRL-Rennen teilnehmen, sich automatisch für das Rennen qualifizieren würden, was es für den Großteil des CART-Feldes unmöglich machte, das Rennen zu bestreiten, boykottierten die CART-Teams das Indy 500 1996. Es war der Beginn des zweiten „Open-Wheel-Splits“. Ursprünglich wurde die IRL vom USAC sanktioniert, aber nach Kontroversen um die Rennleitung 1997 in Indianapolis und Texas wurde der USAC durch die interne Rennleitung der IRL ersetzt.
CART, die den markenrechtlich geschützten Namen „IndyCar“ für mehrere Saisons lizenziert hatte, geriet daraufhin in einen Rechtsstreit mit dem Indianapolis Motor Speedway (dem Inhaber der Marke) über die Verwendung des Namens. Schließlich wurde eine Einigung erzielt, in der CART auf die Verwendung des Namens verzichtete, aber auch die IRL durfte ihn im Gegenzug bis 2003 nicht verwenden. CART begann daraufhin ihre Rennwagen als Champ Cars zu bezeichnen.
CARTs bestehende nationale Meisterschaft blieb nach der Abspaltung für einige Zeit dominant und behielt zunächst die Spitzenfahrer, Teams und Sponsoren. Im Jahr 2000 begannen die CART-Teams jedoch zum Indy 500 zurückzukehren und wechselten schließlich dauerhaft zur IRL. 2003 verlor sie den Titelsponsor FedEx und die Motorenlieferanten Honda und Toyota an die IRL.

### IRL IndyCar Series & Champ Car World Series (2004–2007)
Nach einem stetigen Verlust von Teams, Fahrern, Sponsoren und Herstellern und nach einer Reihe großer finanzieller Rückschläge meldete CART 2003 Konkurs an. Die Vermögenswerte wurden 2004 von einem Konsortium namens Open Wheel Racing Series (OWRS) aufgekauft und die Serie wurde in Champ Car Open Wheel Racing Series und später in Champ Car World Series (CCWS) umbenannt. Allerdings wurde der sanktionierende Verband weiterhin von finanziellen Schwierigkeiten geplagt. 2007 zogen sich die Hauptsponsoren der Serie, Bridgestone und Ford, zurück.
Während dieser Zeit firmierte die IRL nun unter dem Namen IndyCar Series und begann langsam sich als die vorherrschende nationale Serie zu etablieren. 2005 fügte die IRL Straßenkurse zum Kalender hinzu und begann mehrere ehemalige CART-Austragungsorte zu übernehmen.

### IndyCar (2008–2019): Wiedervereinigung

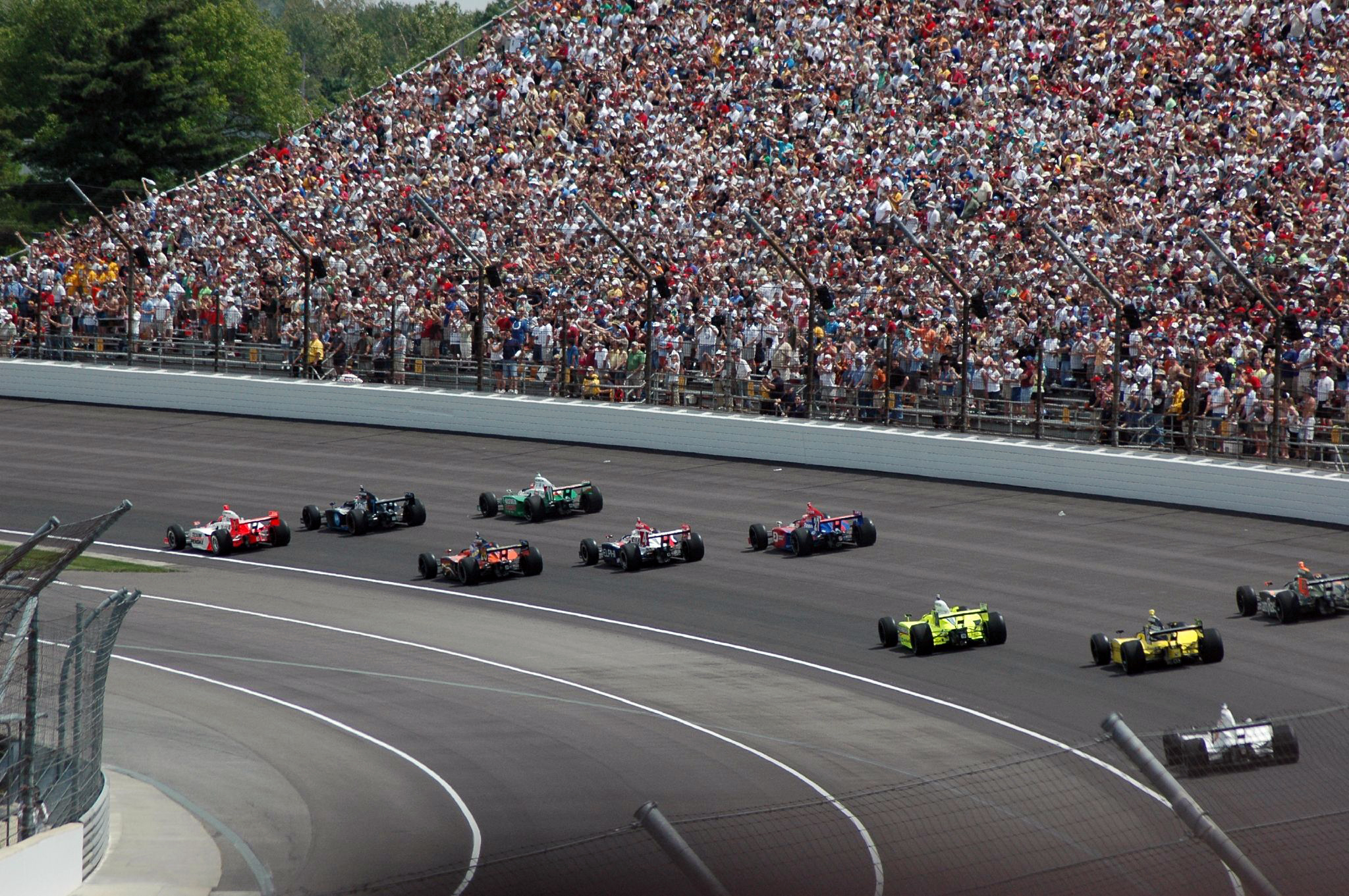
Das Indianapolis 500 2008, das erste Indy 500 nach der Wiedervereinigung

Vor dem Start der Saison 2008 genehmigte der CCWS-Vorstand den Konkurs und Champ Car ging in der IRL auf, wodurch zum ersten Mal seit 1978 eine einheitliche Serie für die nationale Meisterschaft geschaffen wurde. Die vereinigte Serie trat unter dem Namen IndyCar Series an. Die beiden Kalender wurden zu einem einzigen verschmolzen, wobei die wichtigsten Champ-Car-Rennen erhalten blieben. Einige der anderen Rennen aus dem Champ-Car-Kalender wurden fallen gelassen oder für einige Saisons ausgesetzt. Alle historischen Dokumente und das Eigentum von CART/CCWS wurden von der IRL übernommen.
Randy Bernard wurde im Februar 2010 zum neuen CEO der IRL ernannt. Im Jahr 2011 ließ der Verband den Namen Indy Racing League fallen und wurde zu IndyCar, um die fusionierte Serie zu reflektieren. Der neue Dallara DW12-Rennwagen wurde für die Saison 2012 eingeführt. Bernard wurde im Jahr 2012 durch Mark Miles ersetzt. Die Serie lief von 2010 bis 2013 unter dem Namen IZOD IndyCar Series, wurde dann von 2014 bis 2018 als Verizon IndyCar Series und seit 2019 als NTT IndyCar Series bezeichnet.

### IndyCar (seit 2020): Penske-Ära
2020 wurde die IndyCar Series, ebenso wie der Indianapolis Motor Speedway und andere Anteile, an die Penske Entertainment Corp. verkauft, eine Tochtergesellschaft der Penske Corporation, die Roger Penske gehört.

## Autonamen und Warenzeichen

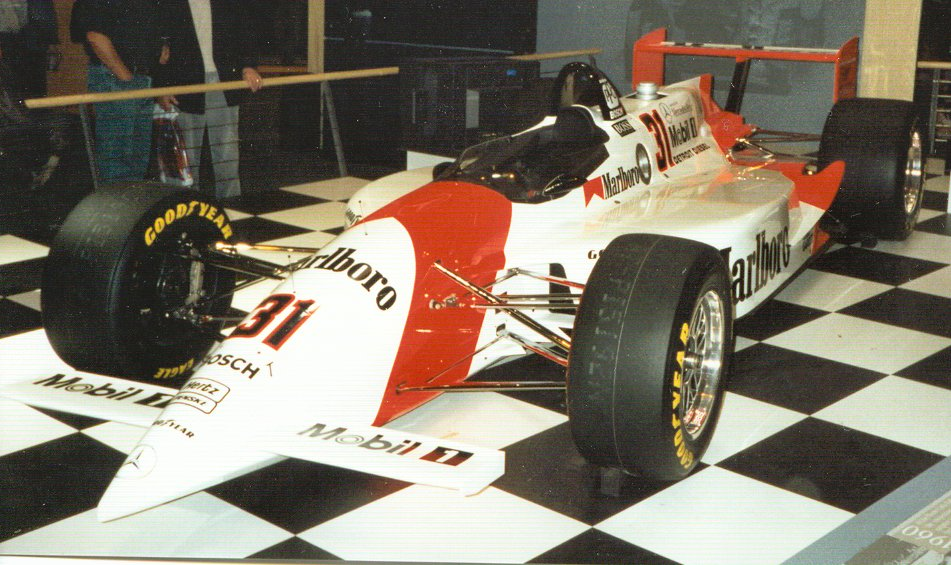
Penske PC-23 Indy/Champ car

Die Rennwagen, die an nationalen Meisterschaften teilnehmen, wurden im Laufe der Zeit mit verschiedenen Namen bezeichnet. Nach der früheren Nomenklatur hießen die Fahrzeuge „Championship Cars“, was später zu „Champ Cars“ verkürzt wurde. Der zweideutige Begriff „Big Cars“ wurde in begrenztem Umfang verwendet; ein Begriff, der die Fahrzeuge als größer und schneller als Junior-Formeln wie Sprints und Midgets kennzeichnete. Dieser Begriff verschwand schnell aus dem Gebrauch und wurde stattdessen größtenteils für Sprint Cars verwendet. In der Zeit nach dem Zweiten Weltkrieg wurde kurzzeitig der Begriff „Speedway Cars“ verwendet, ein lose beschreibender Begriff, der die Fahrzeuge kennzeichnete, die auf dem Indianapolis Motor Speedway und anderen großen Speedways gefahren wurden, im Gegensatz zu denen, die zum Beispiel auf kleineren Rennstrecken gefahren wurden. Der Begriff „Champ Cars“ setzte sich jedoch als bevorzugte Bezeichnung durch.
In den meisten Jahren seit der USAC-Ära hat sich der Begriff „Indy cars“ (nach dem Indy 500) als bevorzugter Name durchgesetzt. Als CART 1979 gegründet wurde, stand ihr Akronym übrigens für „Championship Auto Racing Teams“, was die historische Verwendung des Begriffs „Championship Car“ widerspiegelte. Bald darauf begann CART, sich ausschließlich als „Indy Car“ (mit Leerzeichen) zu vermarkten und die Serie als „CART Indy Car World Series“ zu bezeichnen.
In den 1980er Jahren bezog sich der Begriff „Indy car“ auf die Fahrzeuge, die bei den von CART sanktionierten Veranstaltungen eingesetzt wurden, sowie auf die Fahrzeuge, die am Indianapolis 500 (vom USAC sanktioniert) teilnahmen.
1992 wurde der Begriff „IndyCar“ in Kamelschreibweise von IMS, Inc. als Markenzeichen geschützt. Er wurde bis 1997 an CART lizenziert. Nach der Gründung der Indy Racing League 1996 wurden die Vertragsbedingungen nach einem Rechtsstreit für nichtig erklärt. Als Teil des Kompromisses wurde der Begriff durch eine sechsjährige Nichtnutzungsvereinbarung für beide Parteien gesperrt. Nach der Einigung und dem Fehlen einer direkten Verbindung zum Indianapolis 500 beschloss CART, zu dem früheren Begriff zurückzukehren. Sie benannte sich wieder in Champ Car um und die Fahrzeuge wurden wieder als „Champ Cars“ bezeichnet.
Erschwerend kam hinzu, dass Champ-Car-Rennen, die außerhalb der Vereinigten Staaten stattfanden, weiterhin den Namen Indy verwenden durften (z. B. Molson Indy Toronto und Lexmark Indy 300). Ausländische Veranstalter nutzten die Marketingmacht des Namens Indy 500 für ihre Veranstaltungen, obwohl die Champ-Car-Serie, für die sie warben, keine Verbindung mehr zu diesem Rennen hatte. Die Ausnahmen sorgten für Verwirrung, und Champ Car stellte die Verwendung nach und nach ein, um sich weiter von der IRL zu distanzieren.
Nachdem der Vergleich 2003 auslief, wurde der Begriff IndyCar wieder eingeführt. Die Indy Racing League wurde in die „IRL IndyCar Series“ umbenannt. Die Fahrzeuge der Serie wurden auch als „IndyCars“ bezeichnet. Trotz der offiziellen Bestätigung benutzten Medien und Fans weiterhin den Begriff „IRL“ um die Serie zu beschreiben und in geringerem Maße auch „IRL cars“, um die Fahrzeuge zu beschreiben. Es erwies sich als schwierig, den Begriff „IRL“ aus dem Sprachgebrauch zu entfernen.
Da immer noch zwei Serien (IndyCar und Champ Car) parallel konkurrierten, wurden die Überbegriffe „Open Wheel Cars“ und „Open Wheel Racing“ während der Split- und Nach-Split-Ära verstärkt verwendet. Viele Fahrer traten in dieser Zeit in beiden Serien an. Der Begriff wurde verwendet, um die Karriere eines Fahrers zusammenzufassen, ohne dass er auf eine bestimmte Serie oder ein bestimmtes Fahrzeug beschränkt war. Er diente auch dazu die Herkunft von Veranstaltungen, Teams, Fahrern usw. zu verfolgen auch wenn sie die sanktionierenden Stellen wechselten.
2008, als Champ Car in der Indy Racing League aufging, wurde der Begriff „Champ Car“ fallen gelassen. Die vereinigte Rennserie fiel wieder unter den Namen „IndyCar“. Am 1. Januar 2011 wurden die Namen „Indy Racing League“ und „IRL“ offiziell abgeschafft. Die Sanktionsbehörde wurde in INDYCAR LLC umbenannt, und die höchste Serie erhielt den Namen „IndyCar Series“

## Vergleiche mit der Formel 1
Am Anfang waren amerikanische und europäische Open-Wheel-Rennen keine unterschiedlichen Disziplinen. Die Rennen auf beiden Kontinenten waren meist Stadt-zu-Stadt-Rennen und auf beiden Kontinenten entstanden große Ovalkurse. Doch in Amerika entwickelten sich die Rennen auf Pferderennbahnen und auf dem Indianapolis Motor Speedway, während in Europa die Rennen von Stadt zu Stadt und auf großen Rundkursen an Popularität gewannen. Der Grand-Prix-Rennsport (aus dem die Formel 1 hervorging) und der Rallyesport entwickelten sich dann in Europa auseinander. Die Formel 1 wurde nach dem Zweiten Weltkrieg als Weltmeisterschaft für Straßenrennen etabliert, und die Formel-1-Autos wurden immer spezialisierter und hochtechnisierter.
In den 1960er Jahren gewannen Straßenrennen in Nordamerika an Popularität, und Designideen im Stil der Formel 1 veränderten die IndyCars, die bis dahin alle klassisch gestylte Roadster mit Frontmotor waren. Als die nordamerikanische Meisterschaft für Straßenrennen, Can-Am Challenge, in den 1970er Jahren zusammenbrach, waren die IndyCars bereit, die Lücke zu füllen. IndyCar war von dieser Zeit an bis zum Split eine kombinierte Straßen- und Oval-Meisterschaft. Im Vergleich zu den Formel-1-Fahrzeugen waren die IndyCars teilweise auf Oval-Rennen spezialisiert: Sie waren größer und hatten andere Sicherheitsmerkmale, und waren für die höheren Geschwindigkeiten ausgelegt, die bei Oval-Rennen auftreten. Da es sich bei den IndyCars in der Regel um Kundenautos handelte, die die Teams von den Herstellern kauften, und aufgrund von Regeln zur Kosteneindämmung, waren sie wesentlich günstiger als die Formel-1-Autos, von denen jedes Exemplar von dem Team entworfen wurde, das es einsetzte. Nach dem Split in den 1990er Jahren behielt CART die alte Formel bei, während die IRL in Richtung des „Spec“-Designs tendierte, das seit 2003 das einzige IndyCar-Modell ist (was sich 2012 änderte, wobei von 2015 bis 2017 spezielle Aero-Kits erhältlich waren).
Da sich die Motorenformeln immer wieder änderten und sich die Motorentechnologie im Laufe der Zeit weiterentwickelt hat, hatten Formel-1-Autos und IndyCars untereinander zu unterschiedlichen Zeiten jeweils mehr oder weniger Leistung als die jeweiligen anderen Fahrzeuge. Aber auf absehbare Zeit haben die Formel-1-Autos deutlich mehr Leistung als das spec IndyCar.
Alessandro Zanardi, der sowohl in der Formel 1 als auch in der CART-Serie gefahren ist, sagte, dass der leichtere Formel-1-Wagen mit Saugmotor besser reagierte und schneller aus den Kurven heraus beschleunigte, während der turbogeladene CART-Wagen stabiler war und schneller auf die Höchstgeschwindigkeit beschleunigte.
Es gibt eine Debatte darüber, welche Serie anspruchsvoller ist. Einige weisen darauf hin, dass Titelträger, die sich aus der Formel 1 zurückgezogen haben, CART-Meisterschaften gewonnen haben, z. B. Emerson Fittipaldi und Nigel Mansell, und dass Fahrer, die in der Formel 1 nicht überragend waren, ihre Karrieren in der IndyCar fortsetzten mit unterschiedlichem Erfolg, während einige erfolgreiche IndyCar-Fahrer vergeblich versuchten, auch nur einen Platz in einem Formel-1-Team auf niedrigem Niveau zu bekommen (andere hatten jedoch Erfolg, darunter Mario Andretti und Jacques Villeneuve, die Formel-1-Meister wurden, und Juan Pablo Montoya, der mehrere Formel-1-Rennen gewann). Umgekehrt verweisen einige auf die unterschiedlichen Streckendesigns von IndyCar (siehe unten), die eine größere Herausforderung für die Fahrer darstellen.
Im Allgemeinen sind die IndyCars sowohl von CART als auch von IndyCar auf Straßen- und Stadtkursen langsamer, da sie weniger kostspielig und technologieorientiert sind als ihre Formel-1-Pendants. Dies war sogar während der CART-PPG-Ära Mitte bis Ende der 1990er Jahre der Fall. Gegenwärtig (Stand 2021) mit dem Bestreben, die Kosten für die Teams niedrig zu halten, operiert ein wettbewerbsfähiges IndyCar-Team mit etwa 20 Millionen US-Dollar pro Saison. Die Ausgaben der Formel-1-Teams lagen 2019 zwischen 150 Millionen Euro (Williams) und 435 Millionen Euro (Ferrari).

### Rennbeschreibung
- IndyCar-Rennen fanden historisch gesehen eher auf Hochgeschwindigkeits-Ovalen statt, während die Formel 1 hauptsächlich permanente Straßenkurse nutzte. In jüngster Zeit hatte Champ Car jedoch keine Ovalstrecken für die Saison 2007, die ihre letzte war, während die IRL Straßenkurse zu dem hinzufügte, was ursprünglich eine reine Oval-Serie war. IndyCar hatte in einigen Jahren ein fast gleiches Verhältnis von Ovalen, permanenten und temporären Straßenkursen (Stadtkurse). Derzeit hat IndyCar jedoch weniger Ovale im Kalender als Straßenkurse.
- Die Indy-Car-Rennen wurde von nordamerikanischen Fahrern bis in die 1990er Jahre dominiert, als europäische und südamerikanische Fahrer hinzukamen. Dies führte dazu, dass Tony George die IRL gründete um amerikanische Fahrer zu fördern. Umgekehrt haben amerikanische Fahrer seit den 1970er Jahren in der Formel 1 nie großen Erfolg gehabt; der letzte amerikanische Weltmeister und Rennsieger war Mario Andretti (der in Europa geboren wurde).
- Zum Teil aufgrund des Mangels an amerikanischen Fahrern hat sich die Formel 1 schwer getan sich auf diesem Markt zu etablieren und in manchen Jahren gab es keinen Grand Prix der Vereinigten Staaten im Kalender (vor der Rückkehr der Formel 1 in die Vereinigten Staaten im Jahr 2012 war das letzte Mal von 2000 bis 2007 der Fall). Parallel dazu hat CART/IndyCar außerhalb der Vereinigten Staaten und Kanadas kaum Fortschritte gemacht, obwohl sie regelmäßig auf einer Handvoll Strecken auf der ganzen Welt gefahren sind.

## Streckenarten
Die amerikanische nationale Meisterschaft zeichnet sich im Vergleich zu anderen Rennserien wie der Formel 1 oder Sportwagenrennen durch eine große Vielfalt an Rennstrecken aus, die sie genutzt hat. Die Schwerpunkte der Meisterschaft sind folgende Streckenarten:
- Asphaltierte Ovale (z. B. Indianapolis Motor Speedway, Texas Motor Speedway)
- Permanente Straßenkurse (z. B. Barber Motorsports Park, Mid-Ohio Sports Car Course)
- Temporäre Straßenkurse (Stadtkurse) (z. B. Long Beach Grand Prix Circuit, Streets of St. Petersburg)

Bis 1970 wurden die Meisterschaftsläufe häufig auf Schotter- und Lehmovalen ausgetragen, aber alle diese Strecken wurden vom USAC zur Saison 1971 dauerhaft aus dem Kalender genommen.
Von 1915 bis 1931 wurden Holzbahnen häufig für Meisterschaftsrennen genutzt, doch Sicherheitsbedenken und die Instandhaltungskosten, insbesondere mit dem Beginn der Großen Depression, führten dazu, dass fast alle in den 1930er Jahren abgerissen wurden.
Der Pikes Peak International Hill Climb war in den Jahren 1947 bis 1955 und von 1965 bis 1969 ein Lauf der Meisterschaft.
1909 veranstaltete die AAA ein Stadt-zu-Stadt-Rennen von Los Angeles nach Phoenix.
Auch Start- und Landebahnen von Flughäfen wurden schon für temporäre Rennstrecken genutzt. Der bekannteste Einsatz für Monopostorennen war der Cleveland Grand Prix auf dem Burke Lakefront Airport. Die Rennstrecken in St. Petersburg und Edmonton nutzen ebenfalls Flughafenlandebahnen für Teile des Kurses, die jedoch für den Rest der Runde wieder auf Straßen führen.

### Rennen außerhalb der Vereinigten Staaten
Für den Großteil der nationalen Meisterschaft wurden die Rennen innerhalb der Vereinigten Staaten ausgetragen. Die amerikanische Meisterschaftsautos fuhren 1957 und 1958 auf dem Ovalkurs von Monza neben Formel-1- und Sportwagen im Rennen der zwei Welten. Außerdem gab es 1966 ein Nichtmeisterschaftsrennen des USAC auf dem Fuji Speedway in Japan. Die ersten Meisterschaftsrennen außerhalb der USA fanden 1967 in Mosport und Saint-Jovite in Kanada statt. 1971 wurde das USAC-Saisoneröffnungsrennen im argentinischen Rafaela ausgetragen. Im Herbst 1978 wurden zwei Rennen in England ausgetragen, das erste in Silverstone, eine Woche später dann in Brands Hatch.
Ab Mitte der 1980er Jahre expandierte CART in ganz Nordamerika und wagte sich nach Mexiko (Mexiko-Stadt) und Kanada (Sanair, Toronto und Vancouver). In den 1990er und frühen 2000er Jahren erreichte die internationale Erweiterung auch Übersee mit Veranstaltungen in Surfers Paradise, Rio de Janeiro, Motegi, der Lausitz und Rockingham.
Gegen Ende seiner Existenz fuhr Champ Car Rennen auf europäischen Strecken wie dem TT Circuit Assen und dem Circuit Zolder, die absichtlich in Regionen und zu Terminen angesetzt wurden, die nicht mit der Formel 1 konkurrieren sollten.

## Trophäen und Auszeichnungen

### Astor Cup
Im Jahr 2011 hat IndyCar den Astor Cup wiederbelebt, der erstmals 1915 als Meisterschaftstrophäe der Serie verliehen wurde. Ein Sockel aus schwarzem Granit wurde hinzugefügt, auf dem die Namen aller Gewinner der amerikanischen Meisterschaftsrennserie seit 1909 stehen.

### Vanderbilt Cup
Die Vanderbilt-Cup-Rennen von 1916, 1936 und 1937 wurden in die nationale Meisterschaft einbezogen. Die Rennen von 1909 bis 1915 wurden 1926 rückwirkend in die Meisterschaft aufgenommen. CART ließ den Cup 1996 als Siegertrophäe für das US500-Rennen wieder aufleben. Als dieses Rennen im Jahr 2000 eingestellt wurde, wechselte der Cup die Rolle und wurde zur Meisterschaftstrophäe. Champ Car behielt die Rechte zur Verwendung der Trophäe nach dem Konkurs von CART, aber die Verwendung der Trophäe wurde nach der Fusion von Champ Car mit der Indy Racing League eingestellt.

## Das Indianapolis 500 als Teil der nationalen Meisterschaft
Seit seiner Premiere 1911 gilt das Indianapolis 500 als das wichtigste Rennen der Meisterschafts- und IndyCar-Rennen. Das Rennen wurde seit 1911 jedes Jahr ausgetragen, mit Ausnahme von 1917 und 1918 (Erster Weltkrieg) sowie 1942 bis 1945 (Zweiter Weltkrieg). Das Indianapolis 500 war in den Jahren 1916, 1920–1941 und seit 1946 Teil der offiziellen nationalen Meisterschaft. In den Jahren 1911 bis 1915 sowie 1919 wurde das Rennen als offiziell sanktionierte Veranstaltung durchgeführt, aber eine offizielle nationale Meisterschaft wurde in diesen Jahren nicht anerkannt. Daher waren diese sechs Ausgaben des Rennens nicht mit einer offiziell anerkannten nationalen Meisterschaft gekoppelt.
Der Gewinn des Indianapolis 500 wurde häufig als fast oder gleichwertig mit dem Gewinn der nationalen Meisterschaft angesehen. Direkte Vergleiche sind jedoch schwierig, da viele der nationalen Meister auch selbst Indy 500-Sieger sind. In vielen Fällen haben Fahrer sowohl das 500 als auch die Meisterschaft im selben Jahr gewonnen.
Während des ersten USAC/CART-„Open-Wheel-Split“, der den Zeitraum von 1979 bis 1995 umfasst, änderte sich der Status des Indianapolis 500 als Teil der nationalen Meisterschaft etwas. Das Indy 500 wurde von der USAC sanktioniert und war während dieser Zeit offiziell Teil des USAC-Gold-Crown-Championship-Kalenders. Der Großteil des Feldes bestand jedoch aus CART-Teams und -Fahrern. Das Indy 500 brachte 1979 und 1980 Punkte für den CART-Titel, zählte aber 1981 und 1982 nicht für den CART-Titel. 1983 wurde eine Vereinbarung getroffen, dass das Indy 500 weiterhin alleine vom USAC sanktioniert wird, aber im CART-Kalender anerkannt wird und Meisterschaftspunkte für den CART-Titel bringt.
Ab 1996 wurde das Indianapolis 500 Teil der neuen Indy Racing League. Alle Verbindungen zur CART-Meisterschaft wurden gekappt. Es war der Beginn des zweiten „Open-Wheel-Splits“. 2008, als sich die beiden Serien zu IndyCar vereinigten und damit den „Split“ beendeten, war das Indianapolis 500 nun Teil der vereinigten nationalen Meisterschaft der IndyCar Series. Seit 2014 gibt es beim Indy 500 doppelte Punkte für die Meisterschaft und zusätzliche Meisterschaftspunkte werden basierend auf den Indy-500-Qualifikationsergebnissen vergeben.

## Besondere Fahrer
- Der Fahrer mit den meisten Titeln und Rennsiegen ist A. J. Foyt. Von 1959 bis 1981 gewann Foyt 67 USAC-Meisterschaftsrennen und sieben Titel.
- Mario Andretti ist der erfolgreichste Fahrer, der außerhalb der Vereinigten Staaten geboren wurde, mit insgesamt 52 Siegen (33 USAC und 19 CART) und 4 Titeln (3 USAC und 1 CART).
- Der Neuseeländer Scott Dixon ist mit 6 Meistertiteln der erfolgreichste Nicht-US-Fahrer und hält den Rekord für IndyCar-Rennsiege (51). Er liegt auf Platz 2 aller Zeiten hinter A. J. Foyt und vor Mario Andretti (einschließlich 1 CART/Champ Car-Sieg im Jahr 2001).
- Michael Andretti hat die meisten CART/Champ Car-sanktionierten Rennen gewonnen (42).
- Tony Bettenhausen (19) hat die meisten Rennsiege in der AAA-Meisterschaft vorzuweisen.
- Danica Patrick ist die einzige Frau, die jemals ein Open-Wheel-Rennen auf nationaler Meisterschaftsebene gewonnen hat (Motegi, 2008). Sarah Fisher war die erste Frau, die eine Pole Position gewann (Kentucky, 2002).
- Vier Fahrer haben den Titel in der CART-Meisterschaft und die Formel-1-Weltmeisterschaft gewonnen:
  - Mario Andretti, Emerson Fittipaldi, Nigel Mansell, Jacques Villeneuve
- Sechs weitere Fahrer haben sowohl ein nationales Meisterschaftsrennen als auch mindestens einen Formel-1-Grand-Prix gewonnen. Sie lauten wie folgt:
  - Peter Revson, Dan Gurney, Jim Clark, Graham Hill, Juan Pablo Montoya, Jackie Stewart

## Prominente Todesopfer in Rennen
- Ted Horn, Meister in den Jahren 1946 bis 1948, starb nach einem Unfall auf der DuQuoin Dirt Track Ende 1948.
- Die jeweiligen Vorjahressieger des Indianapolis 500, Floyd Roberts und Bill Vukovich, kamen bei den Indy 500 1939 bzw. 1955 ums Leben.
- Der Meister von 1951 und 1958, Tony Bettenhausen, kam bei einem Unfall in Indianapolis im Mai 1961 ums Leben.
- Eddie Sachs und Dave MacDonald starben während des Indianapolis 500 1964.
- Art Pollard (Training) und Swede Savage (Rennen) starben an Verletzungen, die sie 1973 während des Indianapolis 500 erlitten.
- Gordon Smiley starb bei dem Versuch, sich für das Indianapolis 500 1982 zu qualifizieren.
- Der Pole-Sitter des Indianapolis 500 von 1996, Scott Brayton, kam am 17. Mai 1996 während einer Trainingssitzung für das Rennen ums Leben.
- Gonzalo Rodríguez starb am 11. September 1999 während des Qualifyings beim IndyCar Monterey Grand Prix in Laguna Seca.
- Greg Moore starb nach einem Unfall beim Marlboro 500 in Fontana am 31. Oktober 1999.
- Paul Dana starb während des Trainings für das erste Rennen der IndyCar Series 2006, auf dem Homestead-Miami Speedway am 26. März 2006.
- Der Meister der IndyCar Series 2005 und zweifache Indianapolis-500-Sieger Dan Wheldon starb nach einer Massenkarambolage mit 15 Fahrzeugen in der elften Runde der IndyCar Series in Las Vegas am 16. Oktober 2011.
- Justin Wilson starb am 24. August 2015, einen Tag nach einem Unfall in Runde 180 des ABC Supply 500 2015 auf dem Pocono Raceway.

## Meister

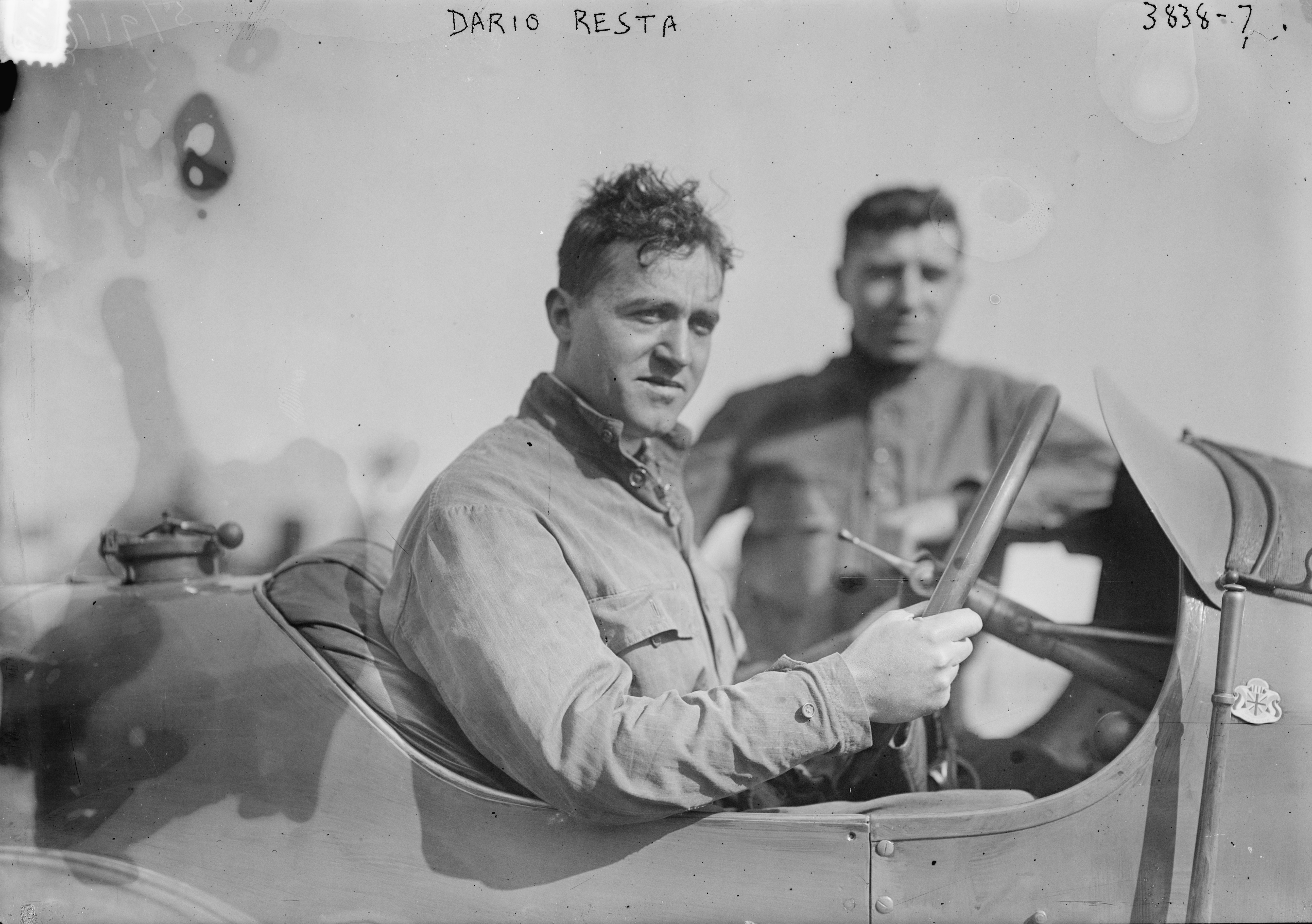
Dario Resta, Meister 1916

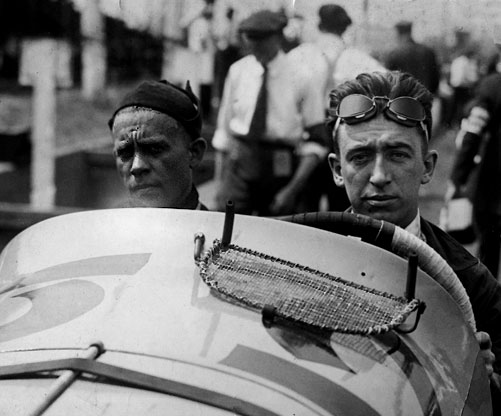
Jimmy Murphy (rechts), Meister 1922 und 1924

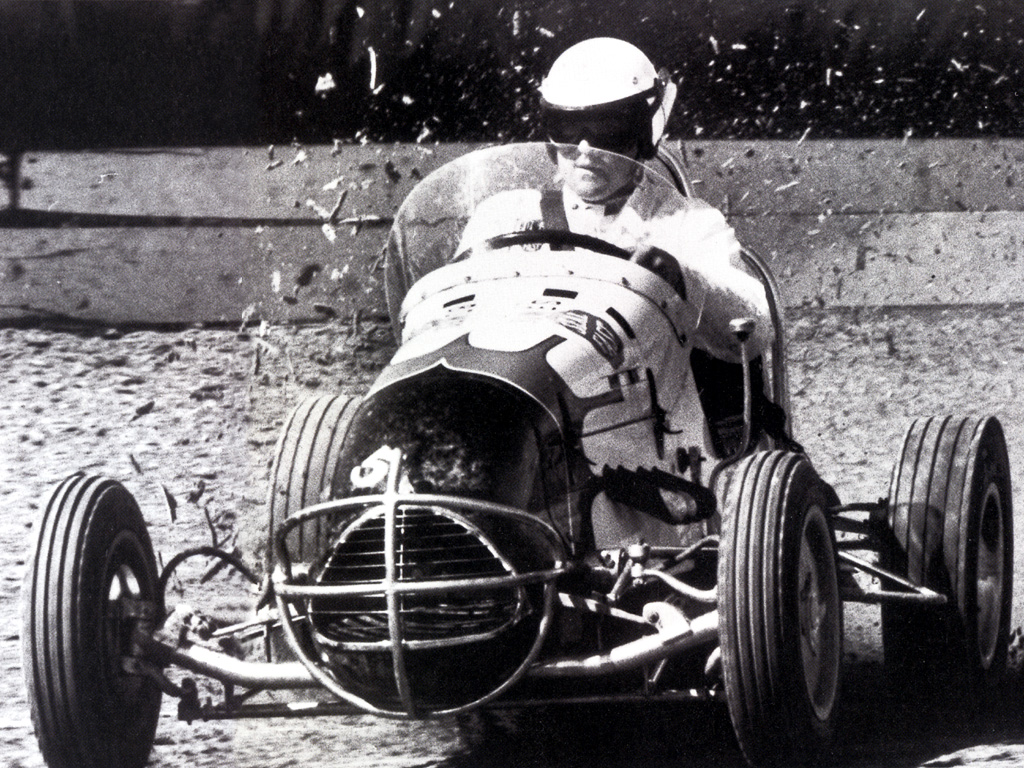
A. J. Foyt, siebenfacher nationaler Meister (1960, 1961, 1963, 1964, 1967, 1975, 1979)

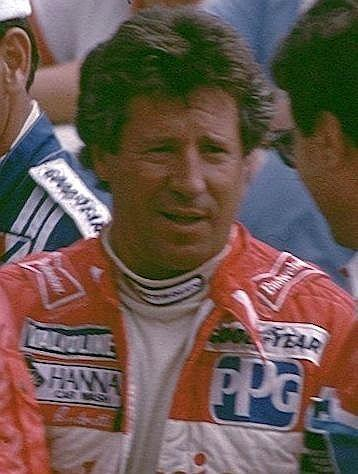
Mario Andretti; Titelgewinner 1965, 1966, 1969 und 1984

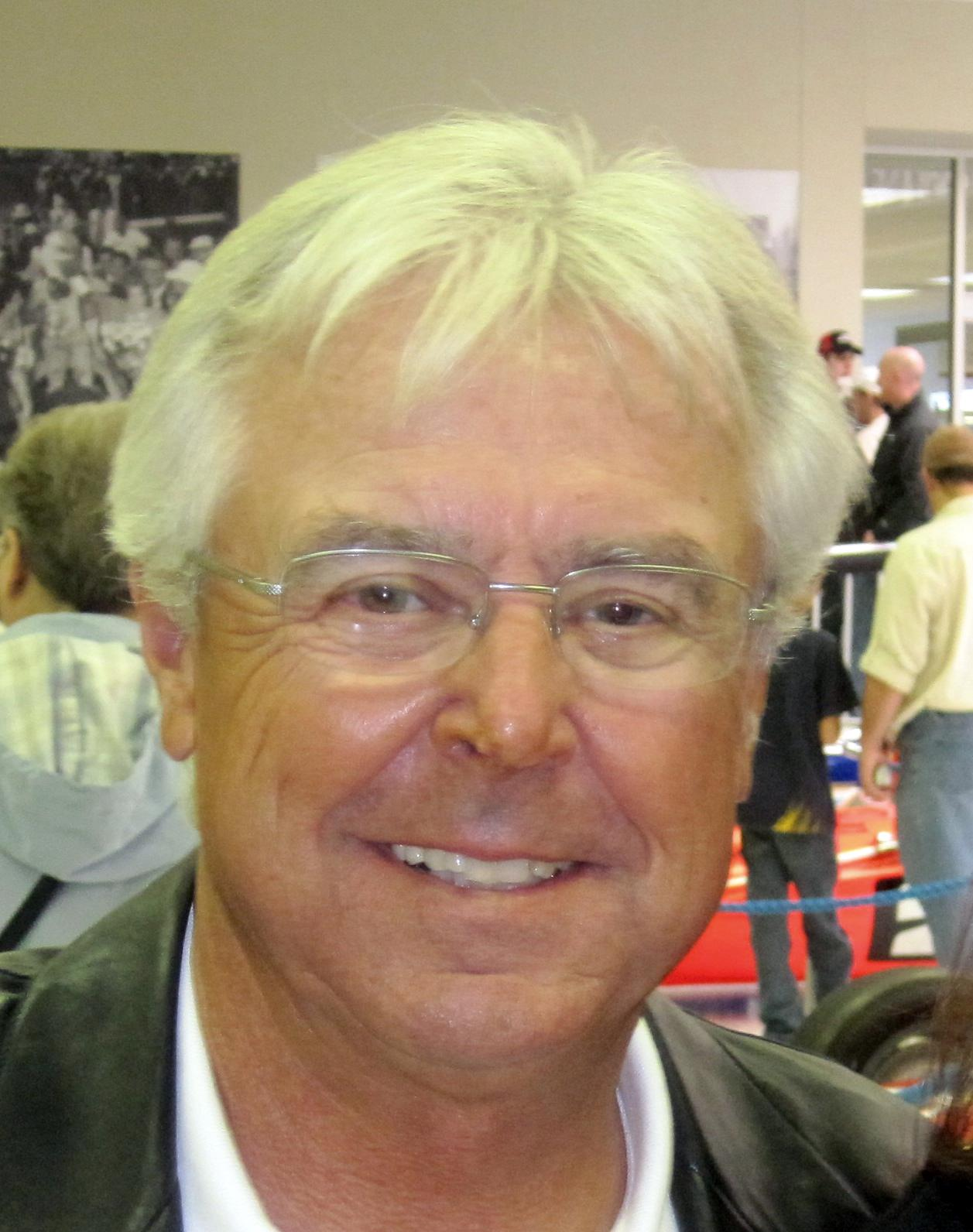
Rick Mears; 1979, 1981 und 1982 IndyCar-Meister

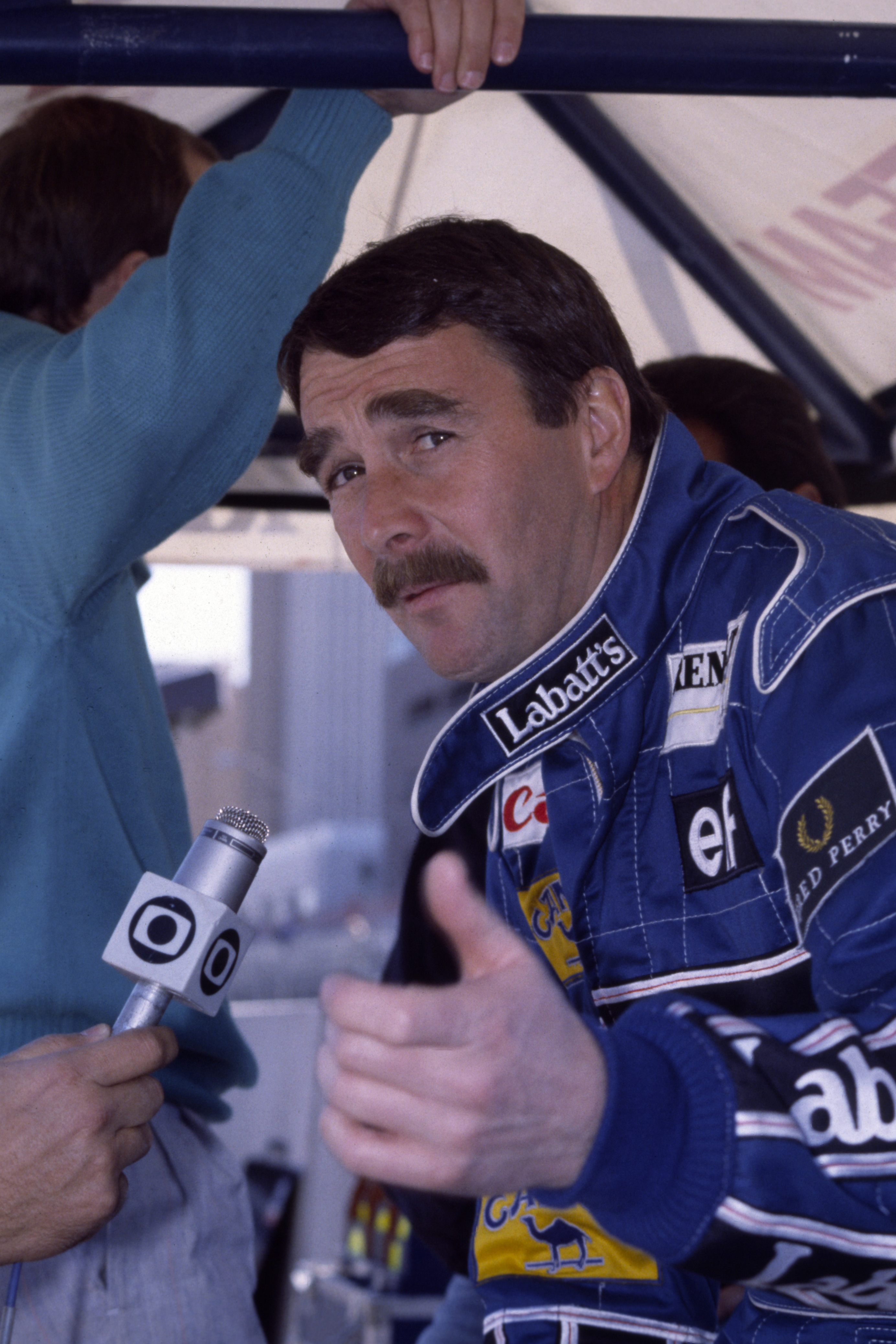
Nigel Mansell, Indy-Car-Meister 1993

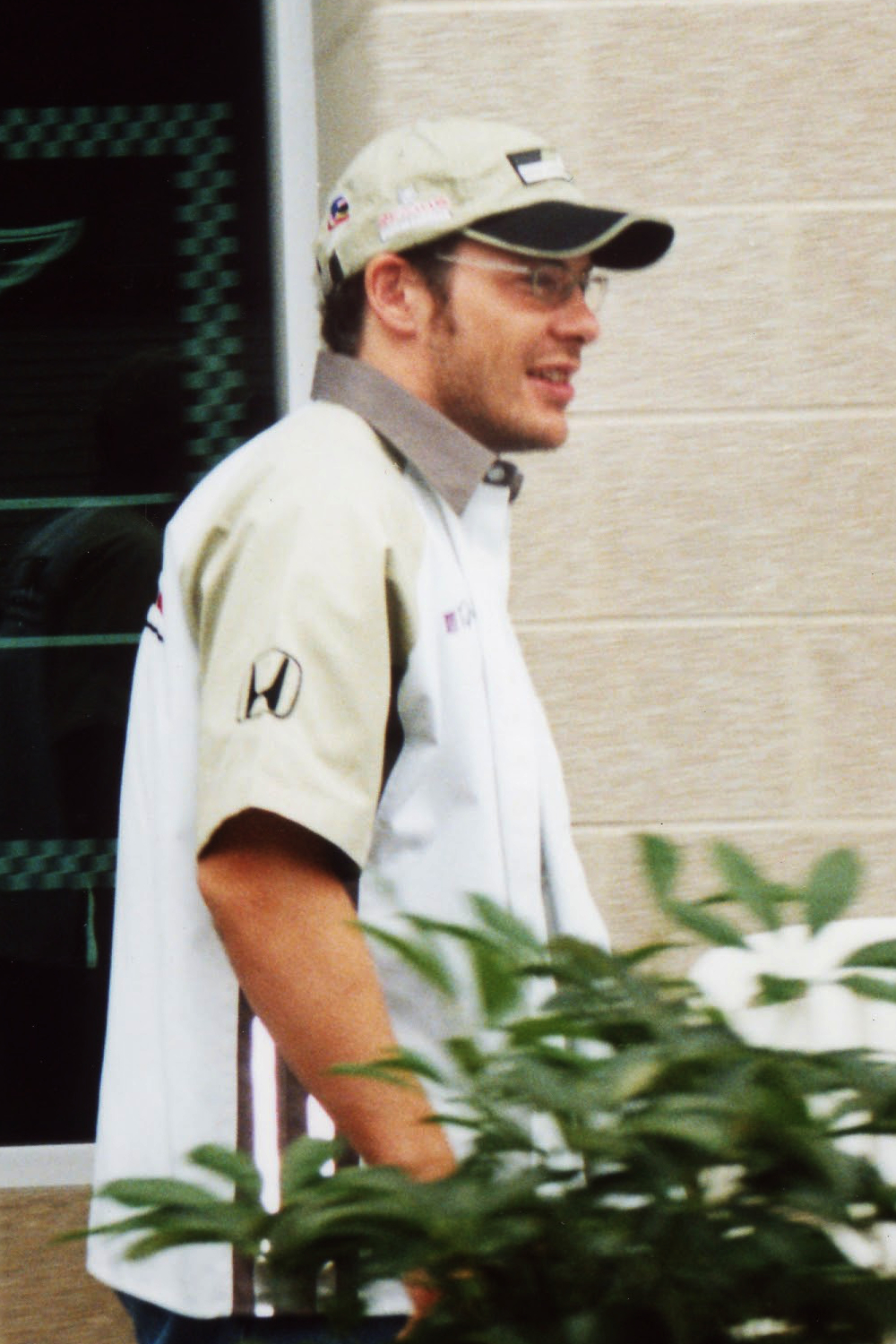
Jacques Villeneuve, Meisterschaftsgewinner 1995

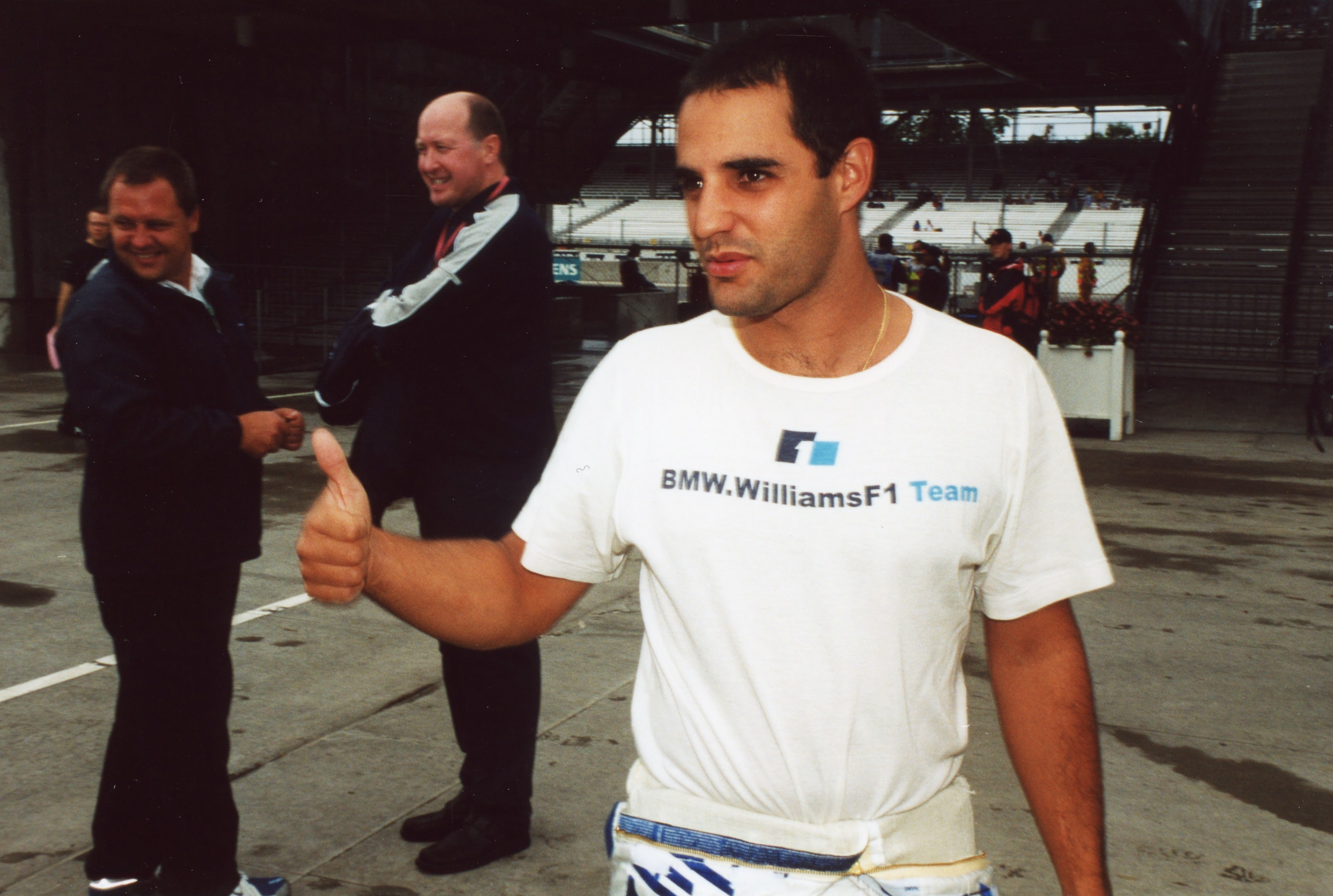
Juan Pablo Montoya, CART-Champion 1999

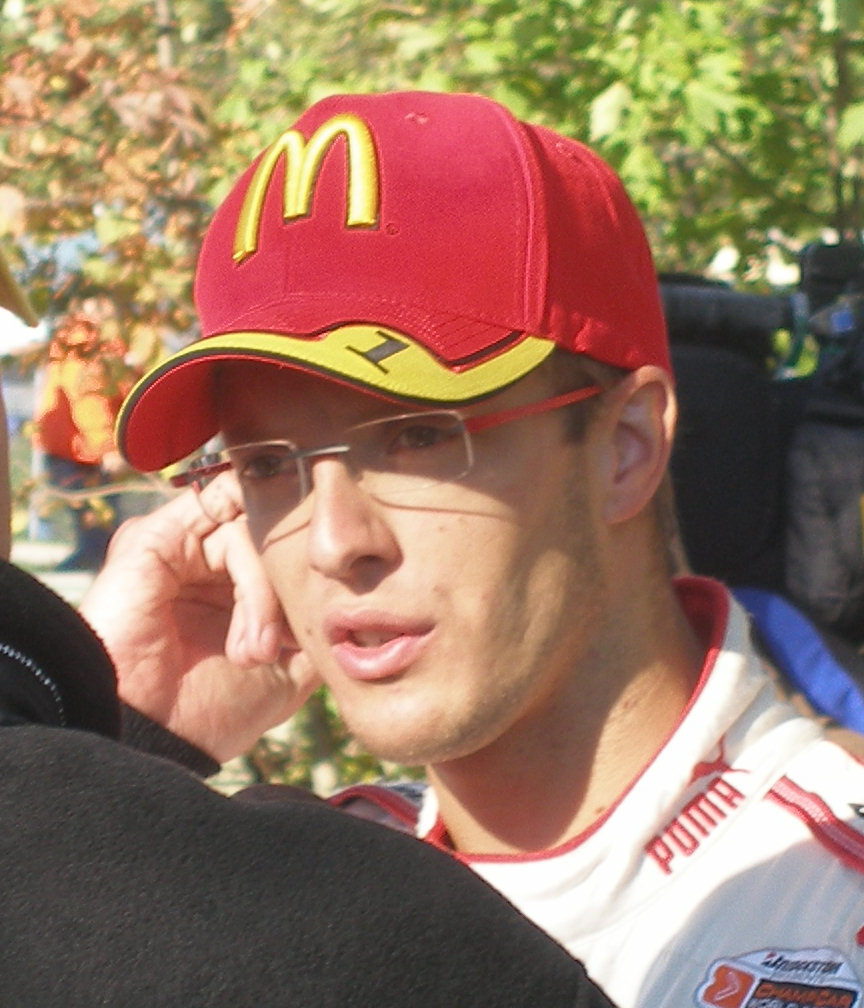
Sébastien Bourdais, vierfacher Champ-Car World-Series-Meister (2004–2007), der einzige Meister unter dieser Bezeichnung.

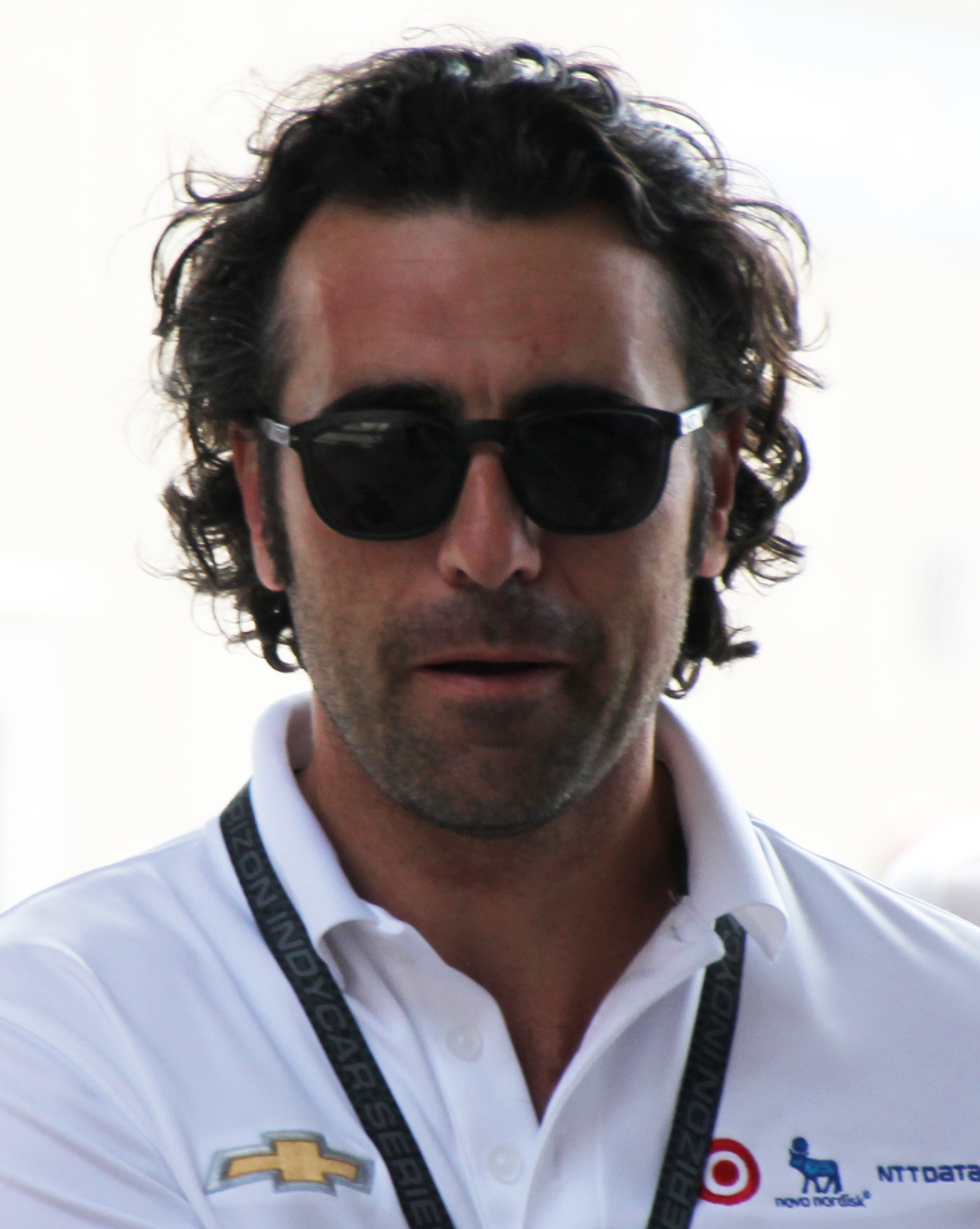
Dario Franchitti; IndyCar-Series-Meister 2007, 2009, 2010 und 2011

| Jahr                                               | Meister                     |                           |                           |
| AAA National Championship                          |                             |                           |                           |
| 1905                                               | Barney Oldfield A           |                           |                           |
| 1906–1915: Keine Meisterschaft                     |                             |                           |                           |
| 1916                                               | Dario Resta                 |                           |                           |
| 1917–1919: Keine Meisterschaft (Erster Weltkrieg)  |                             |                           |                           |
| 1920                                               | Gaston Chevrolet            |                           |                           |
| 1921                                               | Tommy Milton                |                           |                           |
| 1922                                               | Jimmy Murphy                |                           |                           |
| 1923                                               | Eddie Hearne                |                           |                           |
| 1924                                               | Jimmy Murphy (2)            |                           |                           |
| 1925                                               | Peter DePaolo               |                           |                           |
| 1926                                               | Harry Hartz                 |                           |                           |
| 1927                                               | Peter DePaolo (2)           |                           |                           |
| 1928                                               | Louis Meyer                 |                           |                           |
| 1929                                               | Louis Meyer (2)             |                           |                           |
| 1930                                               | Billy Arnold                |                           |                           |
| 1931                                               | Louis Schneider             |                           |                           |
| 1932                                               | Bob Carey                   |                           |                           |
| 1933                                               | Louis Meyer (3)             |                           |                           |
| 1934                                               | Bill Cummings               |                           |                           |
| 1935                                               | Kelly Petillo               |                           |                           |
| 1936                                               | Mauri Rose                  |                           |                           |
| 1937                                               | Wilbur Shaw                 |                           |                           |
| 1938                                               | Floyd Roberts               |                           |                           |
| 1939                                               | Wilbur Shaw (2)             |                           |                           |
| 1940                                               | Rex Mays                    |                           |                           |
| 1941                                               | Rex Mays (2)                |                           |                           |
| 1942–1945: Keine Meisterschaft (Zweiter Weltkrieg) |                             |                           |                           |
| 1946                                               | Ted Horn                    |                           |                           |
| 1947                                               | Ted Horn (2)                |                           |                           |
| 1948                                               | Ted Horn (3)                |                           |                           |
| 1949                                               | Johnnie Parsons             |                           |                           |
| 1950                                               | Henry Banks                 |                           |                           |
| 1951                                               | Tony Bettenhausen           |                           |                           |
| 1952                                               | Chuck Stevenson             |                           |                           |
| 1953                                               | Sam Hanks                   |                           |                           |
| 1954                                               | Jimmy Bryan                 |                           |                           |
| 1955                                               | Bob Sweikert                |                           |                           |
| USAC National Championship                         |                             |                           |                           |
| 1956                                               | Jimmy Bryan (2)             |                           |                           |
| 1957                                               | Jimmy Bryan (3)             |                           |                           |
| 1958                                               | Tony Bettenhausen (2)       |                           |                           |
| 1959                                               | Rodger Ward                 |                           |                           |
| 1960                                               | A. J. Foyt                  |                           |                           |
| 1961                                               | A. J. Foyt (2)              |                           |                           |
| 1962                                               | Rodger Ward (2)             |                           |                           |
| 1963                                               | A. J. Foyt (3)              |                           |                           |
| 1964                                               | A. J. Foyt (4)              |                           |                           |
| 1965                                               | Mario Andretti              |                           |                           |
| 1966                                               | Mario Andretti (2)          |                           |                           |
| 1967                                               | A. J. Foyt (5)              |                           |                           |
| 1968                                               | Bobby Unser                 |                           |                           |
| 1969                                               | Mario Andretti (3)          |                           |                           |
| 1970                                               | Al Unser                    |                           |                           |
| 1971                                               | Joe Leonard                 |                           |                           |
| 1972                                               | Joe Leonard (2)             |                           |                           |
| 1973                                               | Roger McCluskey             |                           |                           |
| 1974                                               | Bobby Unser (2)             |                           |                           |
| 1975                                               | A. J. Foyt (6)              |                           |                           |
| 1976                                               | Gordon Johncock             |                           |                           |
| 1977                                               | Tom Sneva                   |                           |                           |
| 1978                                               | Tom Sneva (2)               | Jahr                      | CART/Champ Car            |
| 1979                                               | A. J. Foyt (7)              | 1979                      | Rick Mears                |
| 1980                                               | Johnny Rutherford           | 1980                      | Johnny Rutherford (2)     |
| Meisterschaft eingestellt B                        | Meisterschaft eingestellt B | 1981                      | Rick Mears (2)            |
|                                                    |                             | 1982                      | Rick Mears (3)            |
| 1983                                               | Al Unser (2)                |                           |                           |
| 1984                                               | Mario Andretti (4)          |                           |                           |
| 1985                                               | Al Unser (3)                |                           |                           |
| 1986                                               | Bobby Rahal                 |                           |                           |
| 1987                                               | Bobby Rahal (2)             |                           |                           |
| 1988                                               | Danny Sullivan              |                           |                           |
| 1989                                               | Emerson Fittipaldi          |                           |                           |
| 1990                                               | Al Unser, Jr.               |                           |                           |
| 1991                                               | Michael Andretti            |                           |                           |
| 1992                                               | Bobby Rahal (3)             |                           |                           |
| 1993                                               | Nigel Mansell               |                           |                           |
| 1994                                               | Al Unser, Jr. (2)           |                           |                           |
| Jahr                                               | IRL/IndyCar                 | 1995                      | Jacques Villeneuve        |
| 1996                                               | Buzz Calkins / Scott Sharp  | 1996                      | Jimmy Vasser              |
| 1996/97                                            | Tony Stewart                | 1997                      | Alex Zanardi              |
| 1998                                               | Kenny Bräck                 | 1998                      | Alex Zanardi (2)          |
| 1999                                               | Greg Ray                    | 1999                      | Juan Pablo Montoya        |
| 2000                                               | Buddy Lazier                | 2000                      | Gil de Ferran             |
| 2001                                               | Sam Hornish, Jr.            | 2001                      | Gil de Ferran (2)         |
| 2002                                               | Sam Hornish, Jr. (2)        | 2002                      | Cristiano da Matta        |
| 2003                                               | Scott Dixon                 | 2003                      | Paul Tracy                |
| 2004                                               | Tony Kanaan                 | 2004                      | Sébastien Bourdais        |
| 2005                                               | Dan Wheldon                 | 2005                      | Sébastien Bourdais (2)    |
| 2006                                               | Sam Hornish, Jr. (3)        | 2006                      | Sébastien Bourdais (3)    |
| 2007                                               | Dario Franchitti            | 2007                      | Sébastien Bourdais (4)    |
| 2008                                               | Scott Dixon (2)             | Meisterschaft eingestellt | Meisterschaft eingestellt |
| 2009                                               | Dario Franchitti (2)        |                           |                           |
| 2010                                               | Dario Franchitti (3)        |                           |                           |
| 2011                                               | Dario Franchitti (4)        |                           |                           |
| 2012                                               | Ryan Hunter-Reay            |                           |                           |
| 2013                                               | Scott Dixon (3)             |                           |                           |
| 2014                                               | Will Power                  |                           |                           |
| 2015                                               | Scott Dixon (4)             |                           |                           |
| 2016                                               | Simon Pagenaud              |                           |                           |
| 2017                                               | Josef Newgarden             |                           |                           |
| 2018                                               | Scott Dixon (5)             |                           |                           |
| 2019                                               | Josef Newgarden (2)         |                           |                           |
| 2020                                               | Scott Dixon (6)             |                           |                           |
| 2021                                               | Alex Palou                  |                           |                           |
| 2022                                               | Will Power (2)              |                           |                           |
| 2023                                               | Alex Palou (2)              |                           |                           |
| 2024                                               | Alex Palou (3)              |                           |                           |

A Aus nicht mehr bekannten Gründen wurde die Saison 1905 von der AAA im Nachhinein nicht mehr als offizielle Meisterschaftssaison anerkannt.
B Bis 1996 sanktionierte USAC weiterhin das Indianapolis 500. Von 1983 bis 1995 war es ein Wertungslauf der CART-Meisterschaft.

## In Filmen
- Der Schrei der Menge (1932)
- Speed (1936)
- Indianapolis Speedway (1939)
- The Big Wheel (1949)
- To Please a Lady (1950)
- Roar of the Crowd (1953)
- Indianapolis (1969)
- Super Speedway (1997)
- Driven (2001)
- Turbo – Kleine Schnecke, großer Traum (2013)